# Gregg Henry
Gregg Henry est un acteur, chanteur, compositeur et joueur de piano américain, né le 6 mai 1952 à Lakewood (Colorado).
Il est connu pour ses rôles de Sam Bouchard dans Body Double et de Val Resnick dans Payback.
Au cinéma, il a joué dans L'Esprit de Caïn, Star Trek : Insurrection, Ballistic, Femme fatale, Vol 93, Le Dahlia noir, Horribilis, Les Gardiens de la Galaxie, Jason Bourne et Les Gardiens de la Galaxie Vol. 2.
A la télévision, il a fait des apparitions dans Walker, Texas Ranger, Le Caméléon, 24 Heures chrono, Star Trek: Enterprise, Urgences, Castle, Grey's Anatomy, Les experts, Burn Notice, Supergirl, Chicago Med ...

## Filmographie

### Cinéma

#### Longs métrages

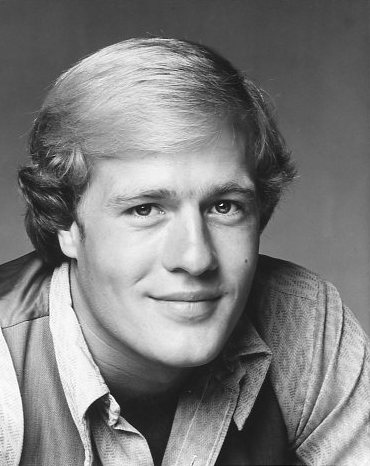

- 1978 : Purgatoire (Mean Dog Blues) de Mel Stuart : Paul Ramsey
- 1981 : Survivance de Jeff Lieberman : Warren
- 1982 : Les Bleus et les Gris (The Blue and the Gray) d'Andrew V. McLaglen : Lester Bedell
- 1983 : Funny Money de James Kenelm Clarke : Ben Turtle
- 1983 : Scarface de Brian De Palma : Charles Goodson (non crédité)
- 1984 : Body Double de Brian De Palma : Sam Bouchard
- 1986 : Banter de Hervé Hachuel : Robert Prescott
- 1986 : The Patriot de Frank Harris : Lieutenant Matt Ryder
- 1988 : Fair Game ou Mamba de Mario Orfini : Gene
- 1989 : Outrages de Brian De Palma : Procureur (non crédité)
- 1992 : L'Esprit de Caïn de Brian De Palma : Lt. Terri
- 1995 : Bodily Harm de James Lemmo (en) : J.D. Prejon
- 1998 : Star Trek : Insurrection de Jonathan Frakes : Gallatin
- 1999 : Payback de Brian Helgeland : Val Resnick
- 1999 : The Big Brass Ring : Billy
- 2000 : Sleep Easy, Hutch Rimes : Cotton Proudfit
- 2001 : Layover : Jack Gillardo
- 2001 : Southlander: Diary of a Desperate Musician : Lane Windbird
- 2002 : Ballistic : Robert Gant / Clark
- 2002 : Femme fatale de Brian De Palma : Shiff
- 2003 : Purgatory Flats : Dean Mecklin
- 2003 : Péché immortel : Conrad
- 2005 : Silent Partner : Ambassador Lafontaine
- 2006 : Horribilis : Jack MacReady
- 2006 : Le Dahlia noir de Brian De Palma : Pete Lukins
- 2006 : Vol 93 : Col. Robert Marr
- 2010 : Super : Detective John Felkner
- 2011 : Isolation : Dr. Lawrence Moore
- 2011 : The Reunion : Wills
- 2012 : My Two Daddies : Lambert
- 2014 : Les Gardiens de la Galaxie : Grandpa
- 2016 : Jason Bourne : Richard Webb
- 2016 : The Belko Experiment : The Voice
- 2017 : Les Gardiens de la Galaxie Vol. 2 : le grand-père de Peter
- 2018 : Look Into the Fire
- 2018 : Office Uprising de Lin Oeding
- 2023 : Les Gardiens de la Galaxie Vol. 3 (Guardians of the Galaxy Vol.3) de James Gunn : le grand-père de Peter

#### Courts métrages
- 1994 : Working Stiffs
- 2012 : Buried Treasure

### Télévision

#### Séries télévisées
- 1976-1977 : Les héritiers : Wesley Jordache
- 1977 : The Mike Douglas Show : Lui-même - Actor
- 1978 : Pearl (en) : Lt. (j.g.) Doug North
- 1980 : The Yeagers : Kyle Yeager
- 1982 : Voyages au bout du temps : Teddy Roosevelt
- 1983 : La croisière s'amuse : Gregory Steven Leonard
- 1983 : Seven Brides for Seven Brothers : John Heflin
- 1983 : Tucker's Witch : Ronald Whitewood
- 1984 : Down to Earth : Mark Minnix
- 1984 : Les Enquêtes de Remington Steele : Charlie Thomas
- 1984 : Simon et Simon : Bryan Gatewood
- 1984 : Supercopter : Robert Villers
- 1985 : Clair de lune : Paul McCain
- 1985 : Le Voyageur : Jack Rhodes
- 1985 : Our Family Honor : Mickey Sheridan
- 1985-1996 : Arabesque : Sheriff Lynn Childs / Mark Reisner / Lars Anderson / ...
- 1986 : Le Juge et le Pilote : Tommy Kitchens
- 1987 : Femmes d'affaires et Dames de cœur : Jack Dent
- 1987 : Magnum : William Keyes
- 1987 : Stingray : Wyatt Wilson
- 1987-1995 : Matlock : Capitaine Bill Campbell / John Robinson / Nick Beloit
- 1988 : Cagney et Lacey : Jonathan Morton
- 1988 : Falcon Crest : Thom Dower
- 1988 : La Malédiction du loup-garou : Officer Ritter / Greg, the Newscaster
- 1988-1994 : La Loi de Los Angeles : Robert Cullen / Samuel Barkwell
- 1989 : Duo d'enfer : Roy Portman
- 1989 : La loi est la loi : Jackson Wilder
- 1989 : Tom Bell : Jack Landaman
- 1990 : Le Cavalier solitaire : Jeremy Hill
- 1990 : WIOU : Frank
- 1991-1992 : La Famille Torkelson : Randall Torkelson
- 1992 : Guerres privées : Gordon Dallek
- 1992-1993 : La Voix du silence : Weldon Lewis
- 1993 : In the Heat of the Night : George Deschamps
- 1994 : M.A.N.T.I.S. : Kyle C. Delance
- 1994 : Walker, Texas Ranger : Reid Stedler
- 1995 : Drôle de chance : Mysterious Surgeon
- 1995 : JAG : Capitaine Reed
- 1996 : Chicago Hope : La Vie à tout prix : Board Member
- 1996 : Le Caméléon : Peter Morgan
- 1996 : Couleur Pacifique : Jack Walker
- 1996 : Moloney
- 1996 : Viper : Kirby Dietz
- 1997 : EZ Streets : Carl Eiling
- 1997 : Michael Hayes
- 1998 : Ultime recours : Edward Pike
- 1999-2001 : Associées pour la loi : Michael Holt
- 2001 : FBI Family : Henry Crowe
- 2001 : Les experts : Special Agent Rick Culpepper
- 2001-2002 : Boston Public : Detective McGill
- 2002 : Boomtown : Robert Colson
- 2002 : Firefly : Sheriff Bourne
- 2002 : Espions d'État : Senator Bowden
- 2003 : 24 Heures chrono : Jonathan Wallace
- 2003 : Amy : Morgan Simmons
- 2003 : Pure 24 : Capitaine Jonathan Wallace
- 2003 : Star Trek: Enterprise : Zho'Kaan
- 2003 : The Lyon's Den : A.U.S.A.
- 2004 : FBI : Opérations secrètes : Griffin Klein
- 2005 : Eyes : Clay Burgess
- 2005-2007 : Gilmore Girls : Mitchum Huntzberger
- 2006-2010 : Les Experts : Miami : Roger Cavanaugh / William Preston
- 2007-2008 : The Riches : Hugh Panetta
- 2008 : Mentalist : Cal Trask
- 2008 : Sparky & Mikaela : Mikaela's Dad
- 2008 : Urgences : Officer Mark Downey
- 2009 : Castle : Winston Wellesley
- 2009 : Dollhouse : William Bashford
- 2009 : Glee : Russell Fabray
- 2009 : Numb3rs : Pete Fox
- 2009 : The Beast : Frank Oland / Mike Parks
- 2009 : The Line : Jimmy Boyd
- 2009-2011 : Hung : Mike
- 2010 : Grey's Anatomy : Dr. L. Gracie (saison 6, épisode 15)
- 2010 : Médium : Coach Swanson
- 2010 : The Good Guys : Wayne Young
- 2010 : Three Rivers : Lester Dimes
- 2011 : Burn Notice : Ian Covey
- 2011 : Chaos : Kurt Neimeyer
- 2011 : La Loi selon Harry : Mitchell Eaves
- 2011 : Mr. Sunshine : Chuck Ferguson
- 2011-2012 : Breakout Kings : Richard Wendell
- 2012 : FBI : Duo très spécial : Henry Dobbs / Robert MacLeish
- 2012 : Leverage : Trent Hazlit
- 2012 : NCIS : Los Angeles : Alex Harris
- 2012-2013 : Bunheads : Rico
- 2012-2017 : Scandal : Hollis Doyle
- 2013-2014 : The Killing : Carl Reddick
- 2014 : The Victoria to Uyen Show : Lui-même
- 2014-2015 : Following : Dr. Arthur Strauss
- 2014-2016 : Hell on Wheels : L'Enfer de l'Ouest : Brigham Young
- 2015-2016 : Les Experts : Cyber : Calvin Mundo
- 2016 : Chicago Med : Dr. David Downey
- 2016 : Les Pires Profs : Le père de Bryce
- 2017 : Supergirl : Peter Thompson
- 2018 : Black Lightning

#### Téléfilms
- 1978 : Murder at the Mardi Gras : Randy Brian
- 1979 : Dummy : Assistant D.A. Smith
- 1979 : Hot Rod : Brian Edison
- 1983 : Le Pénitencier de l'enfer : Williams
- 1984 : Boys in Blue : Officer Jeff Martin
- 1987 : Bates Motel : Tom Fuller
- 1988 : Un autre monde : Sheriff Woodman
- 1988 : Un flic de coeur : Off. Don Carpenter
- 1989 : The Final Days : John Dean
- 1989 : The Gifted One : Jack
- 1990 : Dark Avenger : Dr. Colin Tremaine
- 1991 : Cauchemar : Hal Lawrence
- 1991 : Fever : Dexter
- 1991 : L'Affaire Kate Willis : District Attorney
- 1991 : L'Ombre du passé : David Lester
- 1991 : The Great Pretender : Wilson Leer
- 1993 : Complot meurtrier contre une pom-pom girl : Tony Harper
- 1993 : Kiss of a Killer : Richard
- 1993 : La Vérité à tout prix : Det. Don Brooks
- 1993 : Mercenaire par amour : Joe Banister
- 1993 : Staying Afloat : Ed Smith
- 1994 : A Perry Mason Mystery: The Case of the Grimacing Governor : John Orlando
- 1994 : L'Homme aux deux épouses : Joe (non crédité)
- 1995 : Secret mortel : McGregor
- 1996 : My Son Is Innocent : Paediatrician
- 1996 : Phase terminale : Brian O'Grady
- 1997 : Raz de marée: Alerte sur la côte : Edgar Purcell
- 2002 : Windfall : Bill Trask
- 2005 : La Loi de la séduction : Lt. Russ Carter
- 2005 : The Hunt for the BTK Killer : Dennis Rader
- 2012 : Unfair and Imbalanced : Jim Moran
- 2014 : Lizzie Borden a-t-elle tué ses parents ? (Lizzie Borden Took an Ax) : Hosea M. Knowlton

### Producteur

#### Court métrage
- 2012 : Bird

## Voix françaises
En France, Gregg Henry est régulièrement doublé par Gabriel Le Doze.